# Пессарий
Песса́рий (лат. pessarium; др.-греч. πεσσός — овальный камень) — медицинское изделие, которое вводится во влагалище для поддержания внутренних органов малого таза или для контрацепции, или для введения лекарственных средств. В настоящее время изготавливается из пластика либо силикона. Применяется в акушерстве и гинекологии в качестве профилактики и лечения недержания мочи, пролапса органов малого таза  (матка, мочевой пузырь, прямая кишка), дисфункции мышц тазового дна, а также при укорочении шейки матки у беременных на фоне истмико-цервикальной недостаточности.

## История возникновения пессариев
Появлению пессариев в том виде, в котором они используются сейчас, предшествует долгий путь разработки оптимальной эргономичной формы устройства, сохраняющей свою эффективность. С древних времён медиками использовались устройства чаше- или кольцеобразной формы для устранения дискомфорта женщины во влагалище, обусловленной выпадением органов малого таза.
- Ещё во времена Гиппократа (460—370 г. до н. э.) применялись круглые предметы и адаптированные кольца для фиксации выпавшей матки. Пессарии изготавливали из бронзы, хлопка, шерсти и льна. Для удерживания пессариев применяли T-образные подвязки[1]. Аналогичные устройства упоминаются и в египетских папирусах.
- Находки на раскопках в Помпее позволяют предполагать, что в те времена Авл Корнелий Цельс (25 г до н. э. — 50 г. н. э.) применял пессарии в виде колец из бронзы.
- Позднее в использование вошли природные аналоги пессариев — гранаты, которые вводились во влагалище либо целиком, либо только полая половинка, напоминающая своей формой чашечку, что упоминается в сочинении Сорана Эфесского (98-138 г. н. э.) «О женских болезнях»[2].
- В VII веке н. э. Павел Эгинский — первый мужчина-акушер, предложил использовать в качестве пессария тампон из шерсти, который был пропитан снадобьями, и подводился к шейке матки, что, по мнению лекаря, способствовало вправлению матки.
- В XI—XII веке н. э. Тротула Салернская — итальянская женщина-врач делала пессарии-шары из полос постельного белья.
- В XV веке использовали губку, которую плотно сворачивали, поливали воском и маслом и устанавливали во влагалище.
- В XVI веке Амбруазом Паре впервые было предложено использовать пессарий в форме кольца для поддержания органов малого таза[3].
- Голландский хирург Хендрик ван Девентер (H. van Deventer) в 1701 г. опубликовал труд «Ручные операции — новый метод для акушерок» (Manuale operatien zynde een nieuw ligt voor vroed-meesters en vroedvrouwen), где дал подробное описание пессариев его времени. Х. ван Девентер упомянул четыре вида кольцевидных пессариев, которые были более плоскими («тарелкообразные») и представлены в трёх формах (треугольник, овал или круг) с отверстием посередине. Для изготовления применяли природные материалы (дерево, пробка, серебро и золото). Устройства из пробки и дерева предварительно перед введением во влагалище обрабатывали воском во избежание гнойных процессов. Именно перу Хендрика ван Девентера принадлежат подробные первые инструкции по технике введения пессариев и правильному их расположению относительно шейки матки.
- В 1839 г. Чарльз Гудьир совершил открытие — вулканизация каучука, которая повлияла на дальнейшую разработку и производство пессариев для медицины. Новые устройства обладали более длительным сроком использования[3].
- Уже к середине XIX века начали появляться первые каучуковые влагалищные кольца (маточные кольца). В 1860 г. Хью Ленокс Ходж, профессор гинекологии в университете Пенсильвании, разработал устройство известное и в наше время как «пессарий Ходжа», который благодаря продолговатой форме более соответствовал анатомической форме влагалища[3].
- В XX веке с 1950 года использовавшиеся каучуковые пессарии заменили пластиковые, а позднее ввели в производство устройства из мягкого гипоаллергенного силикона, отвечающие требованиям современной медицины и наиболее комфортные для пациенток.

## Виды пессариев
По терапевтическому воздействию пессарии подразделяются на 4 группы:
- акушерские для профилактики преждевременных родов;
- урогинекологические, применяемые для устранения симптомов недержания мочи и выпадения органов малого таза;
- фармацевтический, который также известен как свечи или суппозитории;
- окклюзионный (вагинальное контрацептивное кольцо).

### Акушерские пессарии
Акушерский пессарий — это устройство, применяемое у беременных женщин с истмико-цервикальной недостаточностью (ИЦН) при диагностике угрозы преждевременных родов. Применяется для удержания матки в необходимом естественном положении, а также для фиксации укороченной шейки матки с угрожающим дальнейшим раскрытием. Данный консервативный метод коррекции ИЦН применяется в России уже более 18 лет (в ряде стран — более 30) и обладает высокой эффективностью — более 85 %. Подбор акушерского пессария и его установку проводит только врач акушер-гинеколог. Установка возможна как в условиях стационара, так и амбулаторно.

#### Разновидности акушерских пессариев
Акушерские пессарии, выполняя одну и ту же функцию, существуют трёх видов: куполообразный, кольцевой, разгружающий.

##### Куполообразный акушерский пессарий

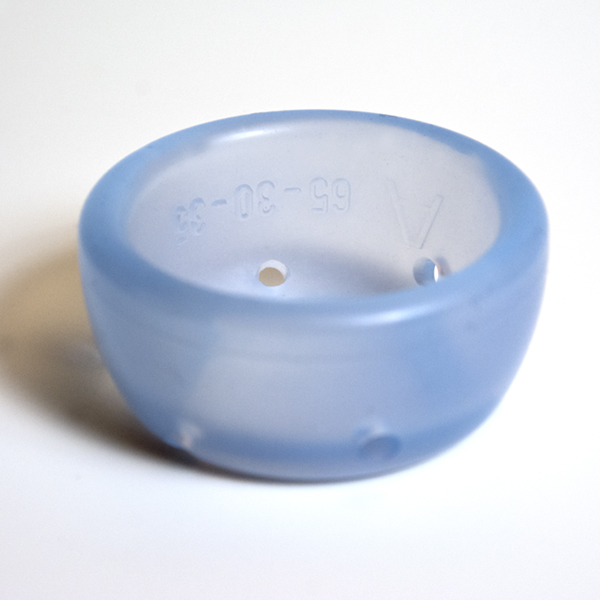
Куполообразный акушерский пессарий

Наиболее используемый вид акушерского пессария, который имеет форму глубокой чаши, большое центральное отверстие для фиксации на шейке матки и маленькие функциональные отверстия для оттока влагалищного секрета. Изготавливается из медицинского мягкого эластичного силикона, который не вступает в химические реакции с биологическими средами человеческого организма. Подобно всем силиконовым пессариям он является упругим, его можно согнуть и таким образом вставить совершенно без боли.
Перед установкой необходимо провести микроскопическое исследование содержимого влагалища. Если пессарий используется в терапевтических целях, показанием к его использованию является ситуация, когда трансвагинальная сонография указывает на цервикальное укорочение и/или расширение внутреннего зева, обычно в период между 15 и 20 неделями. Пессарий не предназначен для того, чтобы закрывать шейку матки, а скорее, чтобы поддерживать её и перемещать шейку в сторону крестца, что предотвращает её дальнейшее раскрытие. В профилактических целях акушерский пессарий может быть установлен у женщин группы риска по невынашиванию беременности (преждевременные роды в анамнезе, многоплодная беременность) в сроках 13-16 недель.
Размеры: акушерские пессарии отличаются по их внешнему диаметру (65 мм или 70 мм), а также по высоте искривления (каждый 17 мм, 21 мм, 25 мм, 30 мм). Внутренний диаметр для всех моделей составляет либо 32 мм, либо 35 мм. Более высокие модели предпочтительны при более серьёзных состояниях.
Пессарий куполообразный рекомендуется для непрерывного использования. В случае беременности он устанавливается однажды и выполняет свои функции до срока доношенной беременности, то есть до 36-37 недель.

##### Кольцевой акушерский пессарий

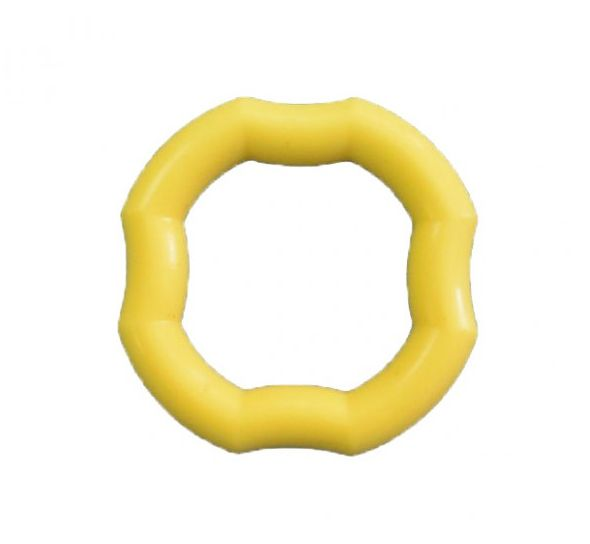
Акушерский кольцевой пессарий

Акушерский кольцевой пессарий, изготовлен из биологически инертного медицинского силикона, лишённого аллергенных и токсических свойств. Изделие выпускается в двух размерах: для рожавших и нерожавших женщин.
Кольцо имеет на своей внутренней поверхности четыре одинаковые расположенные друг против друга выемки. Благодаря этим выемкам зафиксированный на шейке матке пессарий приобретает форму четырёхугольника, сдавливает шейку и тем самым предотвращает её преждевременное раскрытие. Выемки на наружной поверхности кольца позволяют легко сжимать и удерживать пессарий во время установки, и также легко и безболезненно удалять его по окончании лечения.
В состав силикона, из которого изготовлен пессарий, входят наночастицы серебра, обладающие выраженной противомикробной активностью в отношении болезнетворных бактерий. Поверхность кольца покрыта тонкой плёнкой хлоргексидина и мирамистина, дополняющих действие серебра и обеспечивающих защиту от вагинальных инфекций и бактериального вагиноза при использовании пессария. Внутренняя часть кольца выполнена из плотного упругого силикона (по Шору А — 60 ед), что обеспечивает необходимую жесткость конструкции и её прочную фиксацию на шейке матки, исключающую радиальные и осевые смещения устройства. Наружная часть кольца — аналогичный по свойствам пористой резине мягкий эластичный силикон (твердость по Шору А — 10 ед), оказывает минимальное давление на стенки влагалища, что исключает дискомфорт и травмы слизистой влагалища при использовании пессария.

##### Разгружающий акушерский пессарий
Разгружающий акушерский пессарий своей формой соответствует анатомическому строению женских половых органов и обеспечивает надежную фиксацию изделия внутри влагалища. Пессарий напоминает трапецию с вогнутыми сторонами и скруглёнными углами. Узкая сторона трапеции изделия упирается в лонное сочленение, широкая часть трапеции «охватывает» прямую кишку, не создавая проблем при дефекации. Имеется несколько функциональных отверстий: большое центральное отверстие для шейки матки и боковые для беспрепятственного оттока влагалищного секрета. Изготавливается из безвредного, биологически инертного полиэтилена высокого давления в трёх размерах.
Недостатками модели считаются: жесткость материала и обильные влагалищные выделения после установки, смещение пессария вызывает неприятные ощущения и требует срочного обращения к врачу. Кроме того, повышается риск развития инфекции, что обусловливает необходимость периодической санации половых путей.

#### Показания к применению акушерских пессариев
Акушерский пессарий предназначен для лечения беременных женщин, поддержки шейки матки у пациенток с дополнительными жалобами на пролабирование (болезненное давление «вниз» в положении стоя и при ходьбе), беременных женщин, которые подвержены физическим нагрузкам (например, которым приходится стоять в течение долгого времени), с повышенным внутриматочным давлением, например, при многократных беременностях или при обнаружении ультразвуковым обследованием признаков несостоятельности шейки матки. Основные показания для установки акушерского пессария при беременности:
- диагностированная истмико-цервикальная недостаточность;
- высокий риск развития ИЦН (профилактическое применение);
- комбинированная коррекция ИЦН при угрозе выкидыша и преждевременных родов: наложение хирургических швов и уменьшение нагрузки посредством установки акушерского поддерживающего пессария (не показано при несостоятельности и/или прорезывании швов).

#### Механизм действия акушерских пессариев
Механизм действия акушерского пессария основан на уменьшении нагрузки на шейку матки вследствие снижения давления предлежащей части плода. Действие осуществляется за счёт следующих моментов:
- снижение нагрузки на несостоятельную шейку за счёт смещения шейки матки к крестцу и уменьшения давления на неё предлежащей части плода;
- перераспределение давления внутри матки;
- шейка матки замыкается стенками центрального отверстия;
- сохраняется слизистая пробка в шейке, снижается риск её инфицирования, плодных оболочек и плода.

#### Установка акушерских пессариев

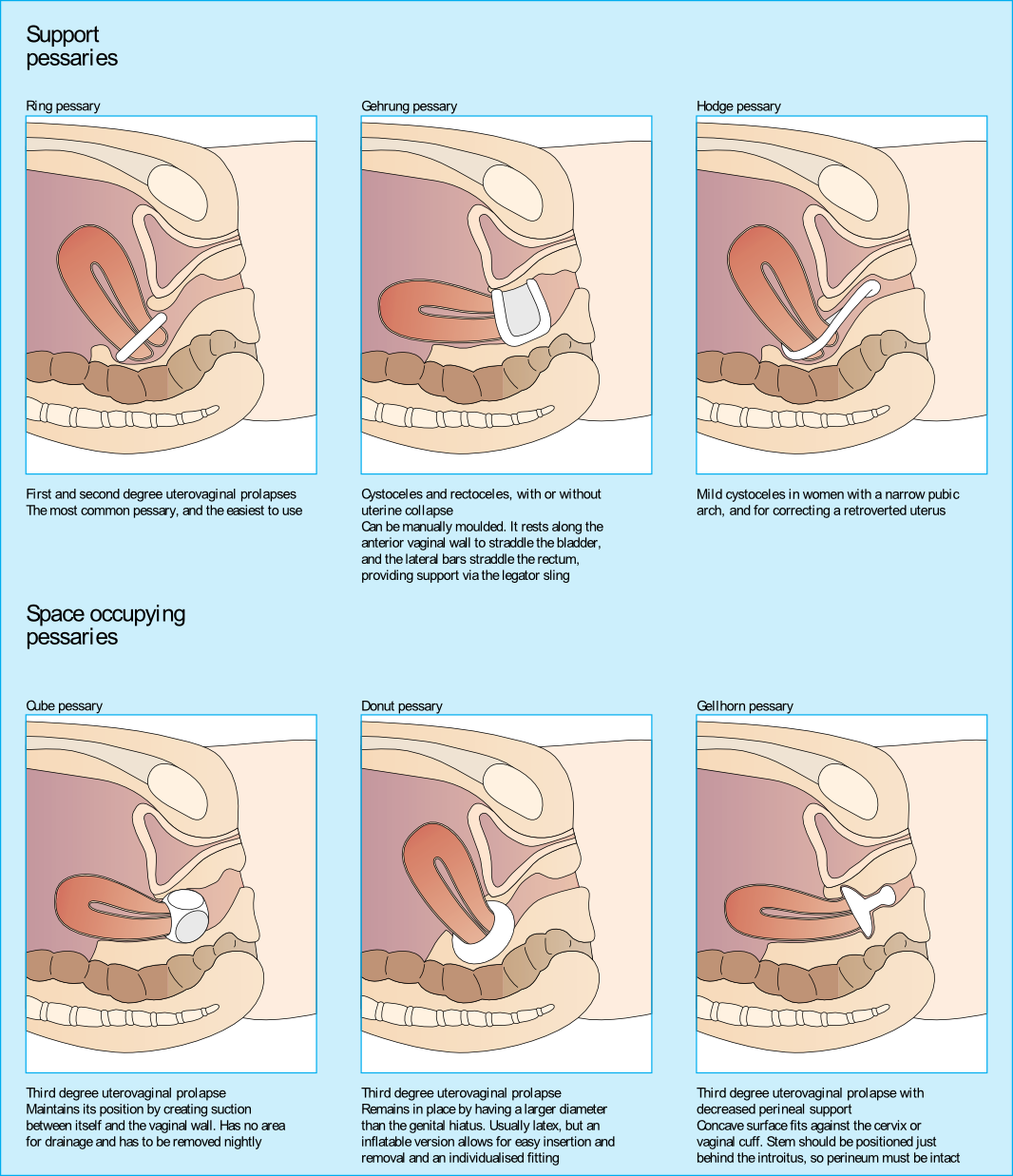
Установленные разные виды пессариев

Размеры пессариев варьируются в определённых пределах. Подбор акушерского пессария и его установку проводит только врач акушер-гинеколог. Установка возможна как в условиях стационара, так и амбулаторно. Изделие подбирается врачом после детального обследования в соответствии с анатомическими особенностями организма женщины. Оптимальные сроки установки пессария — 13-25 недель беременности. Установка происходит безболезненно, находящееся во влагалище изделие не вызывает дискомфорта у женщины.
Перед установкой приспособления (минут за 30) для предупреждения гипертонуса матки врач может посоветовать принять спазмолитики (но-шпа, папаверин).
Процедура установки пессария занимает несколько минут, но может доставить женщине неприятные ощущения.
Приспособление вводится без обезболивания, на приёме в женской консультации (реже в стационаре) после опорожнения женщиной мочевого пузыря. Врач осматривает беременную на гинекологическом кресле, обрабатывает пессарий глицерином (для облегчения его введения) и располагает приспособление у входа во влагалище широким основанием вниз. Сначала вводится нижнее (широкое) полукольцо в задний свод влагалища. Затем, немного давя на него и на заднюю стенку влагалища, вводится верхнее (широкое) полукольцо. Далее вводится весь пессарий. После введения, пессарий разворачивают во влагалище таким образом, чтобы он находился в косопоперечной плоскости по отношению к продольной оси тела беременной. Изнутри это выглядит так: широкое основание находится в заднем своде влагалища, а узкое располагается под лонным сочленением (что и определяет картину «косого» расположения). При этом шейка матки находится в центральном отверстии пессария.
УЗ-контроль проводится через 2 недели после установки. Если у беременной нет никаких жалоб в процессе ношения акушерского пессария, то не нужно проводить ни санацию влагалища и пессария, ни производить частые контрольные мазки и УЗ-исследования.
Удаляется приспособление на 37-38 неделе или по экстренным показаниям (преждевременное излитие вод, появление кровянистых выделений, начавшиеся роды).

### Урогинекологические пессарии
Урогинекологические пессарии предназначены для решения проблем у женщин, связанных с проявлениями дисфункции мышц тазового дна: опущение органов малого таза, недержание мочи и связанная с ними сексуальная дисфункция.

#### Виды урогинекологических пессариев
Для коррекции разных степеней тяжести проявления дисфункции тазового дна, а также для сочетанных симптомов существует семь основных разновидностей урогинекологических пессариев:
- для коррекции выраженных симптомов недержания мочи с незначительно выраженными симптомами опущения органов либо при их отсутствии — уретральный пессарий;
- для коррекции пролапса 1-2 степени при слабо выраженных или отсутствующих симптомах недержания мочи — кольцевой и чашечный пессарии;
- для коррекции пролапса 3-4 степени при слабо выраженных или отсутствующих симптомах недержания мочи — грибовидный пессарий;
- для коррекции пролапса 3-4 степени и выраженных симптомах недержания мочи — чашечно-уретральный и кубический пессарии. Кубический пессарий также рекомендуется после операций по удалению матки и придатков;
- для коррекции дисфункции тазового дна у женщин с нарушением топографии тазового дна и органов, расположенных в малом тазу (врождённые аномалии, травмы, последствия операций) — пессарий Ходжа;
- также существует тандемный пессарий — для случаев, когда кубический пессарий не может полностью выполнить функцию поддержки внутренних органов.

Урогинекологические пессарии
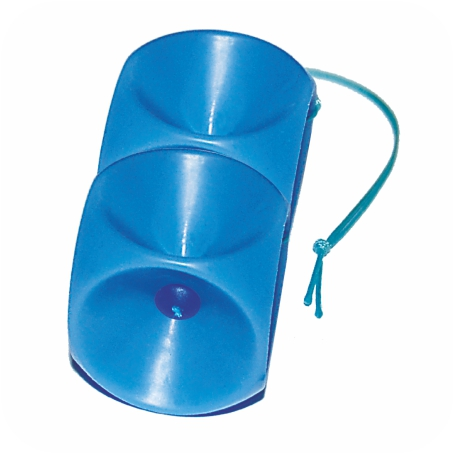
Тандемный пессарий
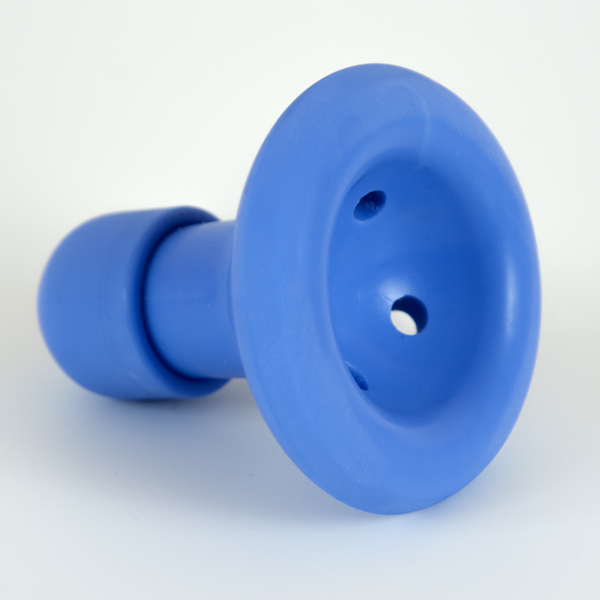
Грибовидный пессарий
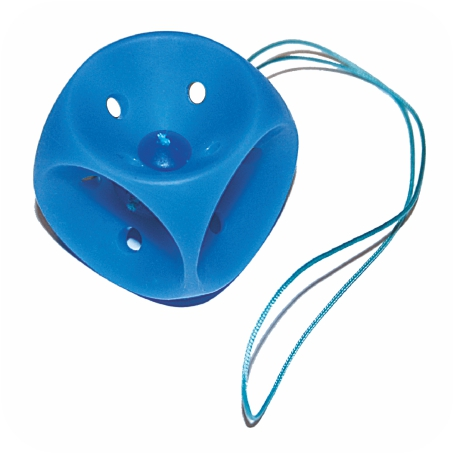
Кубический пессарий
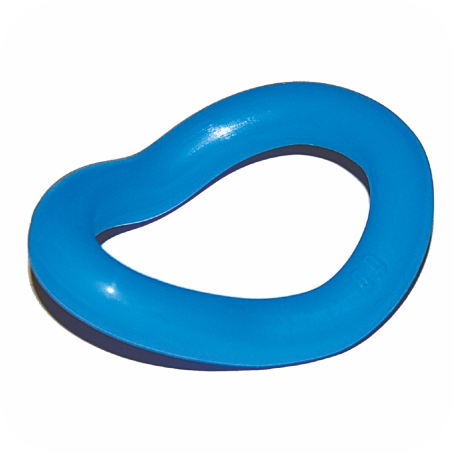
Пессарий Ходжа
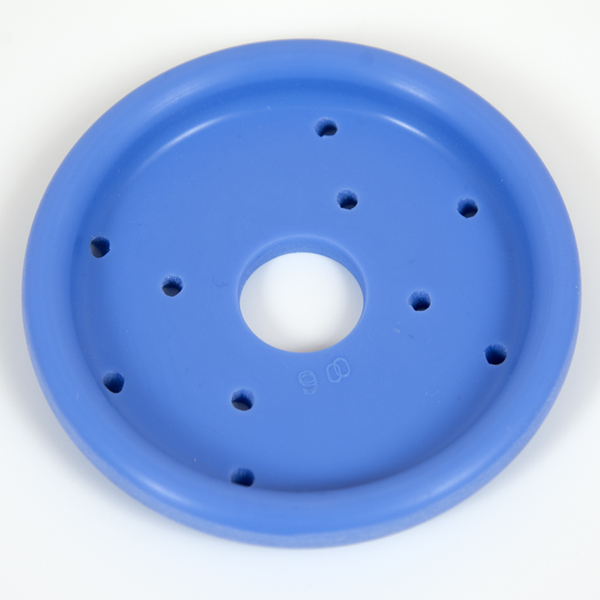
Чашечный пессарий
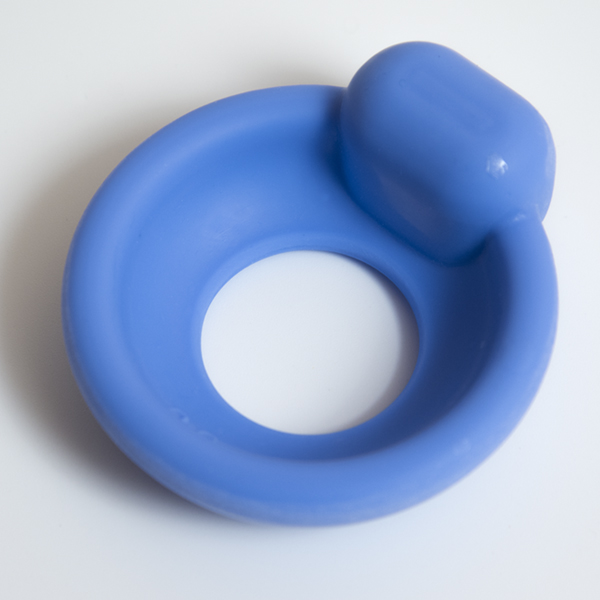
Чашечно-уретральный пессарий
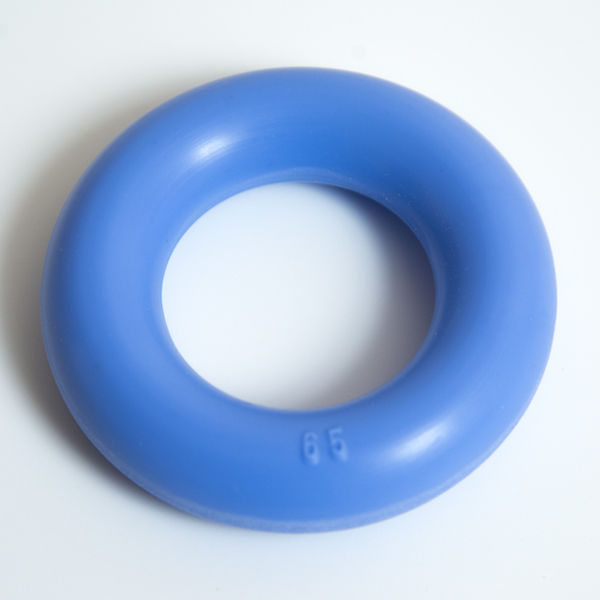
Кольцевой пессарий (толстый)
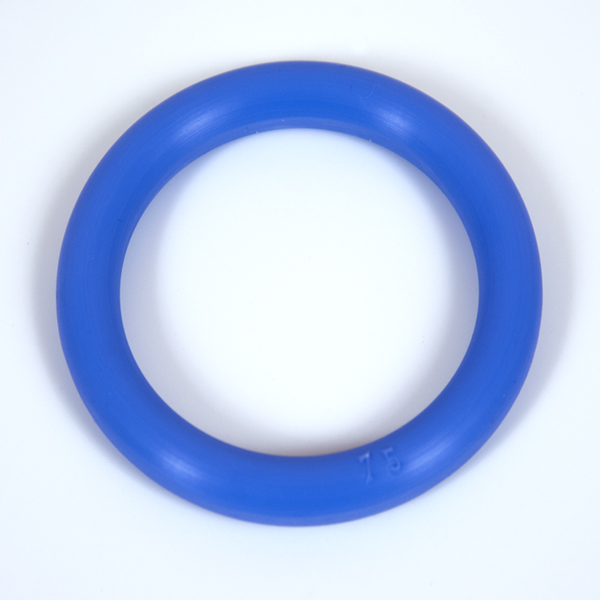
Кольцевой пессарий (тонкий)

#### Механизм действия урогинекологического пессария
Суть действия всех видов урогинекологических пессариев в поддерживающем эффекте. Будучи помещёнными во влагалище они фиксируют органы малого таза в естественном положении, тем самым устраняя дискомфорт, причиняемый женщине (будь то недержание мочи или опущение органов).
На ранних стадиях заболеваний, обусловленных дисфункцией мышц тазового дна, пессарий может выполнять терапевтическую функцию, предотвращая регрессию. В случаях явных проявлений пролапса органов малого таза или недержания мочи пессарий носит больше функцию поддержания качества жизни до момента, когда будет проведено лечение лазером или хирургическое.
Последнее время, ведущие специалисты рекомендуют профилактическое назначение урогинекологических пессариев пациенткам в послеродовом периоде, чтобы не допустить развития симптомов дисфункции тазового дна.

#### Подбор и использование урогинекологического пессария
На текущий момент на рынке представлены урогинекологические пессарии из гипоаллергенного силикона, который не вступает в реакцию с внутренней средой влагалища и, благодаря своей гибкости, позволяет применять его ежедневно.
Подбор урогинекологического пессария производится лечащим врачом при помощи комплекта специальных адаптационных колец, которые помогают определить оптимальный диаметр пессария для каждого случая в зависимости от особенностей анатомии женщины и клинического течения заболевания.
После определения подходящего размера и модели пессария врач должен обучить пациентку самостоятельно устанавливать и извлекать для ежедневной обработки изделие. Для облегчения введения изделия во влагалище могут применяться лубриканты на водной основе. Частоту извлечения пессария назначает лечащий врач. После извлечения проводят обработку пессария обычной проточной водой с мылосодержащим средством, либо средством для интимной гигиены, либо с применением хлорсодержащих растворов, таких как Октенисепт, Хлоргексидин, Мирамистин или других. Если врачом разрешено ношение пессария с перерывами, то хранение обработанного изделия возможно в индивидуальном контейнере с обязательной повторной обработкой перед последующим введением во влагалище.

### Фармацевтический пессарий
Фармацевтический пессарий (наиболее распространённое название — суппозиторий, или влагалищные свечи) используется в качестве эффективного средства для введения лекарственных средств, которые легко всасываются через слизистую влагалища или для локального действия, например, при воспалении или инфекции. Альтернативный вариант — ректальные свечи или суппозитории, которые, как правило, используются для введения в прямую кишку.

### Окклюзионный пессарий
Окклюзионный пессарий, как правило, используется в сочетании со спермицидами в качестве средства контрацепции.